# Asparagus
Asparagus is de botanische naam van een geslacht van planten uit de aspergefamilie (Asparagaceae). Het geslacht telt tot driehonderd soorten, allen uit de Oude Wereld. Veel soorten zijn in talloze landen in beide werelddelen geïntroduceerd in gematigde en tropische gebieden.
In Nederland komen twee ondersoorten van Asparagus officinalis voor, namelijk de asperge (subsp. officinalis) en de liggende asperge (subsp. prostratus).
Leden van het geslacht variëren van kruiden tot ietwat houtachtige klimplanten. Ze hebben afgeplatte stengels (fyllocladiën), die de functie van bladeren hebben overgenomen. Drie soorten (Asparagus officinalis, Asparagus schoberioides en Asparagus cochinchinensis) zijn tweehuizig; dat wil zeggen met de mannelijke en vrouwelijke bloemen op verschillende exemplaren. Andere zijn tweeslachtig.
Veel soorten uit Afrika worden ook wel in de geslachten Protasparagus en Myrsiphyllum geplaatst.

## Gebruik
Het best bekend is natuurlijk de groente asperge. Andere soorten worden als sierplant gekweekt. Sommige soorten zoals Asparagus setaceus hebben takken die op sporen lijken, hoewel ze dit niet zijn. Ze worden vaak vanwege hun gebladerte als kamerplant gekweekt.
Siersoorten zijn bijvoorbeeld Asparagus plumosus, Asparagus densiflorus, en Asparagus sprengerii. Sommige soorten zijn in landen als onkruid geïntroduceerd.

## Ziekten en plagen
- Aspergekever
- Gevlekte aspergekever (Crioceris asparagi).
- Spodoptera exigua
- de vlieg Platyparaea poeciloptera, een fruitvlieg.
- twee soorten schimmels, die wortellesies veroorzaken Fusarium moniliforme en Fusarium oxysporium f. sp. asparagi en daarmee de totale teeltduur van asperge bekorten.
- aspergeroest (Puccinia asparagi), een schimmel.
- de schimmel Botrytis cinerea.
- De larven van sommige Lepidoptera soorten voedden zich met Asparagus. Voorbeelden zijn de Hopwortelboorder (Hepialus humuli), spurrie-uil (Discestra trifolii), schildstipspanner (Idaea biselata) en Gewone velduil (Agrotis segetum).

## Soorten
- Asparagus acicularis F.T.Wang & S.C.Chen
- Asparagus acocksii Jessop
- Asparagus acutifolius L.
- Asparagus adscendens Roxb.
- Asparagus aethiopicus L.
- Asparagus africanus Lam.
- Asparagus aggregatus (Oberm.) Fellingham & N.L.Mey.
- Asparagus albus L.
- Asparagus alopecurus (Oberm.) Malcomber & Sebsebe
- Asparagus altiscandens Engl. & Gilg
- Asparagus altissimus Munby
- Asparagus angulofractus Iljin
- Asparagus angusticladus (Jessop) J.-P.Lebrun & Stork
- Asparagus aphyllus L.
- Asparagus arborescens Willd. ex Schult. & Schult.f.
- Asparagus aridicola Sebsebe
- Asparagus asiaticus L.
- Asparagus asparagoides (L.) Druce
- Asparagus aspergillus Jessop
- Asparagus azerbaijanensis Hamdi & Assadi
- Asparagus baumii Engl. & Gilg
- Asparagus bayeri (Oberm.) Fellingham & N.L.Mey.
- Asparagus benguellensis Baker
- Asparagus biflorus (Oberm.) Fellingham & N.L.Mey.
- Asparagus biradarii (Kamble) Kottaim.
- Asparagus botschantzevii Vlassova
- Asparagus botswanicus Sebsebe
- Asparagus brachiatus Thulin
- Asparagus brachyphyllus Turcz.
- Asparagus breslerianus Schult. & Schult.f.
- Asparagus buchananii Baker
- Asparagus bucharicus Iljin
- Asparagus burchellii Baker
- Asparagus burjaticus Peschkova
- Asparagus calcicola H.Perrier
- Asparagus capensis L.
- Asparagus capitatus Baker
- Asparagus chimanimanensis Sebsebe
- Asparagus clareae (Oberm.) Fellingham & N.L.Mey.
- Asparagus cochinchinensis (Lour.) Merr.
- Asparagus coddii (Oberm.) Fellingham & N.L.Mey.
- Asparagus concinnus (Baker) Kies
- Asparagus confertus K.Krause
- Asparagus consanguineus (Kunth) Baker
- Asparagus coodei P.H.Davis
- Asparagus crassicladus Jessop
- Asparagus curillus Buch.-Ham. ex Roxb.
- Asparagus dauricus Fisch. ex Link
- Asparagus declinatus L.
- Asparagus deflexus Baker
- Asparagus densiflorus (Kunth) Jessop
- Asparagus denudatus (Kunth) Baker
- Asparagus devenishii (Oberm.) Fellingham & N.L.Mey.
- Asparagus divaricatus (Oberm.) Fellingham & N.L.Mey.
- Asparagus drepanophyllus Welw. ex Baker
- Asparagus duchesnei L.Linden
- Asparagus dumosus Baker
- Asparagus edulis (Oberm.) J.-P.Lebrun & Stork
- Asparagus elephantinus S.M.Burrows
- Asparagus equisetoides Welw. ex Baker
- Asparagus exsertus (Oberm.) Fellingham & N.L.Mey.
- Asparagus exuvialis Burch.
- Asparagus falcatus L.
- Asparagus fallax Svent.
- Asparagus faulkneri Sebsebe
- Asparagus ferganensis ved.
- Asparagus filicinus Buch.-Ham. ex D.Don
- Asparagus filicladus (Oberm.) Fellingham & N.L.Mey.
- Asparagus filifolius Bertol.
- Asparagus flagellaris (Kunth) Baker
- Asparagus flavicaulis (Oberm.) Fellingham & N.L.Mey.
- Asparagus fouriei (Oberm.) Fellingham & N.L.Mey.
- Asparagus fractiflexus (Oberm.) Fellingham & N.L.Mey.
- Asparagus fysonii J.F.Macbr.
- Asparagus gharoensis Blatt.
- Asparagus glaucus Kies
- Asparagus gobicus N.A.Ivanova ex Grubov
- Asparagus gonoclados Baker
- Asparagus graniticus (Oberm.) Fellingham & N.L.Mey.
- Asparagus greveanus H.Perrier
- Asparagus griffithii Baker
- Asparagus gypsaceus Vved.
- Asparagus hajrae Kamble
- Asparagus hirsutus S.M.Burrows
- Asparagus horridus L.
- Asparagus humilis Engl.
- Asparagus inderiensis Blum ex Ledeb.
- Asparagus intricatus (Oberm.) Fellingham & N.L.Mey.
- Asparagus juniperoides Engl.
- Asparagus kansuensis F.T.Wang & Tang ex S.C.Chen
- Asparagus karthikeyanii (Kamble) M.R.Almeida
- Asparagus katangensis De Wild. & T.Durand
- Asparagus khorasanensis Hamdi & Assadi
- Asparagus kiusianus Makino
- Asparagus kraussianus (Kunth) J.F.Macbr.
- Asparagus krebsianus (Kunth) Jessop
- Asparagus laevissimus Steud. ex Baker
- Asparagus laricinus Burch.
- Asparagus lecardii De Wild.
- Asparagus ledebourii Miscz.
- Asparagus leptocladodius Chiov.
- Asparagus lignosus Burm.f.
- Asparagus longicladus N.E.Br.
- Asparagus longiflorus Franch.
- Asparagus longipes Baker
- Asparagus lycaonicus P.H.Davis
- Asparagus lycicus P.H.Davis
- Asparagus lycopodineus (Baker) F.T.Wang & Tang
- Asparagus lynetteae (Oberm.) Fellingham & N.L.Mey.
- Asparagus macowanii Baker
- Asparagus macrorrhizus Pedrol, J.J.Regalado & López Encina
- Asparagus madecassus H.Perrier
- Asparagus mahafalensis H.Perrier
- Asparagus mairei H.Lév.
- Asparagus mariae (Oberm.) Fellingham & N.L.Mey.
- Asparagus maritimus (L.) Mill.
- Asparagus meioclados H.Lév.
- Asparagus merkeri K.Krause
- Asparagus microraphis (Kunth) Baker
- Asparagus migeodii Sebsebe
- Asparagus minutiflorus (Kunth) Baker
- Asparagus mollis (Oberm.) Fellingham & N.L.Mey.
- Asparagus monophyllus Baker
- Asparagus mozambicus Kunth
- Asparagus mucronatus Jessop
- Asparagus multituberosus R.A.Dyer
- Asparagus munitus F.T.Wang & S.C.Chen
- Asparagus myriacanthus F.T.Wang & S.C.Chen
- Asparagus natalensis (Baker) J.-P.Lebrun & Stork
- Asparagus neglectus Kar. & Kir.
- Asparagus nelsii Schinz
- Asparagus nesiotes Svent.
- Asparagus nodulosus (Oberm.) J.-P.Lebrun & Stork
- Asparagus officinalis L. - Asperge
- Asparagus oligoclonos Maxim.
- Asparagus oliveri (Oberm.) Fellingham & N.L.Mey.
- Asparagus ovatus T.M.Salter
- Asparagus oxyacanthus Baker
- Asparagus pachyrrhizus N.A.Ivanova ex N.V.Vlassova
- Asparagus palaestinus Baker
- Asparagus pallasii Miscz.
- Asparagus pastorianus Webb & Berthel.
- Asparagus pearsonii Kies
- Asparagus pendulus (Oberm.) J.-P.Lebrun & Stork
- Asparagus penicillatus H.Hara
- Asparagus persicus Baker
- Asparagus petersianus Kunth
- Asparagus plocamoides Webb ex Svent.
- Asparagus poissonii H.Perrier
- Asparagus prostratus Dumort. - Liggende asperge
- Asparagus przewalskyi N.A.Ivanova ex Grubov & T.V.Egorova
- Asparagus pseudoscaber Grecescu
- Asparagus psilurus Welw. ex Baker
- Asparagus punjabensis J.L.Stewart
- Asparagus pygmaeus Makino
- Asparagus racemosus Willd.
- Asparagus radiatus Sebsebe
- Asparagus ramosissimus Baker
- Asparagus recurvispinus (Oberm.) Fellingham & N.L.Mey.
- Asparagus retrofractus L.
- Asparagus richardsiae Sebsebe
- Asparagus rigidus Jessop
- Asparagus ritschardii De Wild.
- Asparagus rogersii R.E.Fr.
- Asparagus rottleri Baker
- Asparagus rubicundus P.J.Bergius
- Asparagus rubricaulis (Kunth) Baker
- Asparagus sarmentosus L.
- Asparagus saundersiae Baker
- Asparagus scaberulus A.Rich.
- Asparagus scandens Thunb.
- Asparagus schoberioides Kunth
- Asparagus schroederi Engl.
- Asparagus schumanianus Schltr. ex H.Perrier
- Asparagus scoparius Lowe
- Asparagus sekukuniensis (Oberm.) Fellingham & N.L.Mey.
- Asparagus setaceus (Kunth) Jessop
- Asparagus sichuanicus S.C.Chen & D.Q.Liu
- Asparagus simulans Baker
- Asparagus spinescens Steud. ex Schult. & Schult.f.
- Asparagus squarrosus J.A.Schmidt
- Asparagus stellatus Baker
- Asparagus stipulaceus Lam.
- Asparagus striatus (L.f.) Thunb.
- Asparagus suaveolens Burch.
- Asparagus subfalcatus De Wild.
- Asparagus subscandens F.T.Wang & S.C.Chen
- Asparagus subulatus Thunb.
- Asparagus sylvicola S.M.Burrows
- Asparagus taliensis F.T.Wang & Tang ex S.C.Chen
- Asparagus tamariscinus N.A.Ivanova ex Grubov
- Asparagus tenuifolius Lam.
- Asparagus tibeticus F.T.Wang & S.C.Chen
- Asparagus touranensis Hamdi & Assadi
- Asparagus transvaalensis (Oberm.) Fellingham & N.L.Mey.
- Asparagus trichoclados (F.T.Wang & Tang) F.T.Wang & S.C.Chen
- Asparagus trichophyllus Bunge
- Asparagus turkestanicus Popov
- Asparagus uhligii K.Krause
- Asparagus umbellatus Link
- Asparagus umbellulatus Bresler
- Asparagus undulatus (L.f.) Thunb.
- Asparagus usambarensis Sebsebe
- Asparagus vaginellatus Bojer ex Baker
- Asparagus verticillatus L.
- Asparagus virgatus Baker
- Asparagus volubilis (L.f.) Thunb.
- Asparagus vvedenskyi Botsch.
- Asparagus yanbianensis S.C.Chen
- Asparagus yanyuanensis S.C.Chen

## Bron
- Fellingham, A.C. & Meyer, N.L. 1995. 'New combinations and a complete list of Asparagus species in southern Africa (Asparagaceae)'. Bothalia 25: 205-209.